# 让-路易·韦迪耶
让-路易·韦迪耶（法語：Jean-Louis Verdier，1935年2月2日—1989年8月25日），法国数学家。他在格罗滕迪克的指导下发展了导出范畴的理论。他和格罗滕迪克共同指导了SGA 4的前半部分，发展了拓扑斯理论。他早年的贡献还有韦迪耶对偶律和莱夫谢茨-韦迪耶公式。后期从事可积系统的研究。
韦迪耶是法国高等师范学校的毕业生。后来成为巴黎七大教授。曾任高等师范学校校长。

## 重要论著
- ，1963年撰写，由法国高等科学研究所印行，1977年稍作改动后附在SGA 4½后出版。
- ，1967年6月的博士论文，死后发表于。